# 73 Klytia
73 Klytia هو كويكب، يقع ضمن حزام الكويكبات. اكتشف في 7 أبريل 1862. وقد اكتشفه هوراس بارنيل تاتل.

## روابط خارجية
- 73 Klytia في قاعدة بيانات مختبر الدفع النفاث لأجرام النظام الشمسي الصغيرة

- الاكتشاف · مخطط المدار ·  العناصر المدارية · المعلمات المادية

- 73 Klytia على موقع ويكي سكاي: DSS2, SDSS, GALEX, IRAS, Hydrogen α, X-Ray, Astrophoto, Sky Map, Articles and images